# Vuelta a España 2000
Die 55. Vuelta a España wurde vom 26. August bis zum 17. September 2000 ausgetragen. Sie führte über 21 Etappen mit einer Gesamtlänge von 2894 Kilometern. Roberto Heras gewann zum ersten Mal die Vuelta.

## Etappen
| Etappe     | Tag           | Start – Ziel                              | km         | Etappensieger               | Gesamtwertung     |
| ---------- | ------------- | ----------------------------------------- | ---------- | --------------------------- | ----------------- |
| 1. Etappe  | 26. August    | Málaga                                    | 13,3 (EZF) | Alex Zülle                  | Alex Zülle        |
| 2. Etappe  | 27. August    | Málaga – Córdoba                          | 167,5      | Óscar Freire                | Alex Zülle        |
| 3. Etappe  | 28. August    | Montoro – Valdepeñas                      | 199        | Jans Koerts                 | Alex Zülle        |
| 4. Etappe  | 29. August    | Valdepeñas – Albacete                     | 159        | Óscar Freire                | Alex Zülle        |
| 5. Etappe  | 30. August    | Albacete – Xorret de Cati                 | 152,3      | Eladio Jiménez              | Alex Zülle        |
| 6. Etappe  | 31. August    | Benidorm – Valencia                       | 155,5      | Paolo Bossoni               | Alex Zülle        |
| 7. Etappe  | 1. September  | Valencia – Morella                        | 175,4      | Roberto Heras               | Alex Zülle        |
| 8. Etappe  | 2. September  | Vinarós – Universal Studios Port Aventura | 168,5      | Alessandro Petacchi         | Alex Zülle        |
| 9. Etappe  | 3. September  | Tarragona                                 | 37,6 (EZF) | Abraham Olano               | Abraham Olano     |
| 10. Etappe | 4. September  | Sabadell – La Molina                      | 165,8      | Rafael Cardenas             | Santos González   |
| 11. Etappe | 5. September  | Alp – Andorra                             | 136,5      | Roberto Laiseka             | Ángel Luis Casero |
| Ruhetag    |               |                                           |            |                             |                   |
| 12. Etappe | 7. September  | Saragossa – Saragossa                     | 131,5      | Alessandro Petacchi         | Ángel Luis Casero |
| 13. Etappe | 8. September  | Santander – Santander                     | 143,3      | Mariano Piccoli             | Ángel Luis Casero |
| Ruhetag    |               |                                           |            |                             |                   |
| 14. Etappe | 10. September | Santander – Lagos de Covadonga            | 146,5      | Andrei Sintschenko          | Roberto Heras     |
| 15. Etappe | 11. September | Cangas de Onís – Gijón                    | 164,2      | Álvaro González de Galdeano | Roberto Heras     |
| 16. Etappe | 12. September | Gijón – Alto de Angliru                   | 168        | Gilberto Simoni             | Roberto Heras     |
| 17. Etappe | 13. September | Benavente – Salamanca                     | 155,5      | Davide Bramati              | Roberto Heras     |
| 18. Etappe | 14. September | Béjar – Ciudad Rodrigo                    | 159        | Alexander Winokurow         | Roberto Heras     |
| 19. Etappe | 15. September | Salamanca – Ávila                         | 164        | Mariano Piccoli             | Roberto Heras     |
| 20. Etappe | 16. September | Ávila – Alto de Abantos                   | 128,2      | Roberto Heras               | Roberto Heras     |
| 21. Etappe | 17. September | Madrid                                    | 38 (EZF)   | Santos González             | Roberto Heras     |